# Alunni del Sole
Gli Alunni del Sole sono stati un gruppo musicale pop rock italiano.

## Storia
Il complesso, che prende il nome dall'omonimo romanzo di Giuseppe Marotta, venne fondato alla fine degli anni sessanta quando due fratelli di Napoli, Paolo Morelli (pianoforte e voce) e Bruno Morelli (chitarre), provenienti da una famiglia in cui si respirava musica (il padre Ardelio, toscano di Fucecchio, era un valente violinista ed autore di canzoni, di cui la più nota è La mano del Signore per Little Tony, e la madre Maria un'apprezzata pianista), scelsero la strada della musica trasferendosi a Roma. Lì incontrarono Giulio Leofrigio (batteria) e Giampaolo Borra (basso), che si unirono al loro progetto musicale. Inizialmente faceva parte della band anche Antonio Rapicavoli (sassofono), che lasciò il complesso dopo la pubblicazione dei singoli L'Aquilone e Concerto.
Verso la fine dell'epoca del beat italiano, il complesso mosse i primi passi grazie a Renzo Arbore, partecipando come ospite fisso alla trasmissione televisiva Speciale per voi, l'avanguardia del talk show con artisti, cantanti e complessi dell'epoca, ai quali i giovani in studio rivolgevano domande: il complesso degli Alunni del Sole accompagnava musicalmente gli ospiti. Inusuali erano le esibizioni di Paolo Morelli all'organo Hammond o al piano, suonando brani di rhythm and blues.
Fu dall'inizio una partenza fortunata con il 45 giri L'aquilone e il successo venne poi bissato nel 1969 con il brano Concerto, che conteneva già qualche spunto progressivo nell'accostamento dell'orchestra alla band di formazione pop.
I primi singoli vengono incisi per la Parade fino a Fantasia, che nel 1970, anno della pubblicazione per la Liberty Records, partecipa alla rassegna Un disco per l'estate. L'anno successivo, la Liberty Records viene inglobata nella Produttori Associati, casa discografica di proprietà di Antonio Casetta, distribuita dalla Dischi Ricordi. Il primo singolo, Ombre di luci, viene seguito lo stesso anno da Isa... Isabella. L'anticonvenzionale esordio su 33 giri è del 1972 con Dove era lei a quell'ora: sul lato A una suite a tema che narra la storia di un uomo accusato di omicidio e in cui si cavalca l'imperante moda del rock progressivo e sul lato B una raccolta di canzoni che non tradisce la vena cantautorale del complesso. Gli arrangiamenti coraggiosi, ai quali partecipa anche il pianista jazz Giorgio Gaslini, vengono però rifiutati dalla casa discografica, che costringe la band a reincidere i brani con arrangiamenti più convenzionali curati da Gianni Mazza. 
...E mi manchi tanto è una raccolta d’inediti e vecchi brani del repertorio che scala l'hit parade. Jenny e la bambola (1974), come anche il successivo Le maschere infuocate (1976) risultano due LP importanti nel panorama della canzone melodica italiana. Il quinto album 'A canzuncella (1977), prodotto da Gian Piero Reverberi, riscuote molto successo tra il pubblico, grazie soprattutto alla title track che diventa un classico della moderna canzone napoletana, reinciso da moltissimi artisti tra cui Enrico Ruggeri nell'album Contatti, nel 1989 e Ornella Vanoni nell'album Un panino una birra e poi..., nel 2001.
Successivamente, la casa discografica degli Alunni del Sole, la Produttori Associati, cade in rovina; la band passa alla casa discografica Dischi Ricordi. Anche l'album Liù (1978), primo disco con la nuova etichetta, è un successo. Con il brano omonimo il complesso degli Alunni Del Sole vince il Festivalbar 1978; dopo quest'album, Leofrigio e Borra lasciano la formazione e vengono sostituiti da Gianfranco Coletta, ex componente di Chetro & Co., Banco del Mutuo Soccorso e da Ruggero Stefani, ex componente di Pupille, Fholks, l'Uovo di Colombo, Equipe 84.
Con l'album Tarantè, gli Alunni del Sole confermano il loro legame con la canzone napoletana. Il retro del 45 giri omonimo, Giocattolo, verrà inciso in lingua inglese per il mercato internazionale da Plácido Domingo nel suo album del 1983 My life for a song con il titolo Remembering.
Dopo il successo dell’album Cantilena (1980), il gruppo passa dalla Dischi Ricordi alla RCA Italiana per volere di Ennio Melis. Nello stesso anno il tastierista Enrico Olivieri, del gruppo Metamorfosi, entra in formazione. Con la casa discografica romana vengono prodotti due album: Carezze (1981) e Quando si è soli come me (1982). Con l’uscita di Melis dalla RCA anche i fratelli Morelli lasciano per rientrare, dopo una lunga pausa, con l’album Di canzone in canzone (1992), pubblicato dalla Phonogram per la produzione Venus e, nel 1996, pubblicano la raccolta L’amore che non finirà. Nel 2002 nella  formazione entra il bassista Alessandro Saba. È del 2006 l’uscita del doppio CD E risalire il tempo, realizzato per la NAR International di Mario Limongelli.
Nel gennaio del 2013, per festeggiare i 45 anni di vita del sodalizio artistico, viene pubblicato il cofanetto La storia... il sogno, contenente 15 successi e un disco di inediti intitolato Il sogno che svanisce. La copertina mostra un quadro del pianista-cantante Paolo Morelli che il 9 ottobre dello stesso anno muore a Roma stroncato da un infarto.
Il 9 ottobre 2014, a un anno dalla morte di Paolo Morelli, la BMG-Sony pubblica un box-set contenente i primi dieci album rimasterizzati su formato CD. Vengono quindi pubblicati gli album Dove era lei a quell'ora – arrangiamenti di Giorgio Gaslini – Nuova Produttori Associati (2015) e Di canzone in canzone – ripubblicazione di Scarlet (2016). Nel marzo 2016 muore Giulio Leofrigio, batterista della prima formazione. Nel contempo Bruno Morelli, per diffondere il lascito musicale del fratello e mantenerne viva la memoria artistica, insieme con Enrico Olivieri, Ruggero Stefani e Alessandro Saba, decide di rimettere in pista il gruppo, ricomponendo la band. 
Il 29 gennaio 2018, il comune di Napoli dedica a Paolo Morelli l'affissione di una targa al palazzo natìo in via Firenze 76.
A sei anni dalla scomparsa di Paolo Morelli viene prodotto su etichetta Suonidelsud, l'album tributo Continuando verso Napoli - ricordando Paolo Morelli - Alunni del Sole, nelle versioni doppio CD e triplo vinile. Il progetto coinvolge molti interpreti tra i quali Enzo Gragnaniello, gli Audio 2 e Gigi Finizio. Bruno Morelli pubblica inoltre, nel 2020, un libro dedicato all'attività artistica di Paolo Morelli.
Nel novembre del 2023 il rapper Mecna pubblica la canzone Brutto Sogno; il ritornello è un campionamento del brano Un Ricordo, contenuto nell'album del 1972 Dov'era lei a quell'ora.

## Formazione
Ultimi componenti
- Bruno Morelli – voce, chitarre (1968-1983) (1993-presente)
- Gianfranco Coletta – basso (1978-1983) (1993-2015), chitarra (2015-2022) (deceduto 2022[5])
- Ruggero Stefani – batteria (1978-1983) (1993-presente)
- Alessandro Saba – basso (1996-presente)
- Enrico Olivieri – tastiera (1980-1983) (1993-presente)

Ex componenti
- Antonio Rapicavoli - sassofono (1968-1970)
- Giulio Leofrigio - batteria (1968-1978) (deceduto nel 2016)
- Giampaolo Borra – basso (1968-1978)
- Paolo Morelli – voce, pianoforte (1968-2013) (deceduto nel 2013)

## Discografia

### Album

#### 33 giri
- 1972 – Dove era lei a quell'ora (Produttori Associati PA/LP 38)
- 1973 – ...E mi manchi tanto (Produttori Associati PA/LP 50)
- 1974 – Jenny e la bambola (Produttori Associati PA/LP 53)
- 1975 – Raccolta di successi (Produttori Associati PA/LP 55)
- 1976 – Le maschere infuocate (Produttori Associati PA/LP 66)
- 1977 – 'A canzuncella (Produttori Associati PA/LP 76)
- 1978 – Liù (Dischi Ricordi SMRL 6225)
- 1979 – Tarantè (Dischi Ricordi SMRL 6248)
- 1980 – Cantilena (Dischi Ricordi SMRL 6263)
- 1981 – Carezze (RCA Italiana PL 31594)
- 1982 – Quando si è soli come me (RCA Italiana PL 31658)
- 1992 – Di canzone in canzone (Venus 509 003-1)

#### CD
- 1996 – Il meglio (DV More CDDV 5949)
- 1996 – L'amore che non finirà (DV More CDDV 5950)
- 2005 – ...E risalire il tempo (NAR International, NAR 10705 2)
- 2013 – La storia... il sogno (contenente l'album di inediti Il sogno che svanisce)
- 2015 – Dove era lei a quell'ora (versione inedita con l'orchestrazione di Giorgio Gaslini) PA/LP201

### 45 giri
- 1968 – L'aquilone/Con l'aiuto degli dei (Ulisse) (Parade PRC 5054)
- 1969 – Concerto/Le 4-Le 5-Le 6-Le 7 (Parade PRC 5072)
- 1970 – Fantasia/Fiori (Liberty Records LIB 9063)
- 1971 – Ritorna fortuna/Ombre di luci (Produttori Associati PA/NP 3184)
- 1971 – Isa...Isabella/Collane di conchiglie (Produttori Associati PA/NP 3185)
- 1971 – Ombre di luci/Carezze (Produttori Associati PA/NP 3194)
- 1972 – Un ricordo/Cosa voglio (Produttori Associati PA/NP 3195)
- 1972 – Fantasia/Fiori (Produttori Associati PA/NP 3209)
- 1973 – ...e mi manchi tanto/I ritornelli infantili (Produttori Associati PA/NP 3220)
- 1973 – Concerto/L'aquilone (Erre, RR 3063; versioni del catalogo Parade)
- 1974 – Un'altra poesia/I ritornelli infantili (Produttori Associati PA/NP 3225)
- 1974 – Concerto/Fantasia (Produttori Associati PA/NP 3227)
- 1974 – Jenny/Canzoni d'amore (Produttori Associati PA/NP 3231)
- 1974 – I tuoi silenzi/Poesia d'ottobre (Produttori Associati PA/NP 3237)
- 1975 – Pagliaccio/I mendicanti dell'amore (Produttori Associati PA/NP 3246)
- 1976 – Guardi me, guardi lui/Le maschere infuocate (Produttori Associati PA/NP 3256)
- 1977 – 'A canzuncella/Scusa (Produttori Associati PA/NP 3266)
- 1978 – Liù/Se hai peccato (Dischi Ricordi, SRL 10870)
- 1979 – Tarantè/Giocattolo (Dischi Ricordi, SRL 10898)
- 1980 – Cantilena/Non è vero (Dischi Ricordi, SRL 10920)
- 1981 – Carezze/Il giorno che verrà (RCA Italiana PB 6531)

## Discografia all'estero

### 33 giri
- 1978 – Liù (Dischi Ricordi/Metronome 0065011; pubblicato in Germania)
- 1978 – Liù (Dischi Ricordi, RL 10007; pubblicato in Argentina)

### 45 giri
- 1978 – Liù/Se hai peccato (Dischi Ricordi, nel 1779, Liù è cantata in spagnolo, disco pubblicato in Spagna)